# Чемпионат Европы по прыжкам в воду 2019
Чемпионат Европы по прыжкам в воду 2019 проходил с 5 по 11 августа в украинской столице — Киеве. Было разыграно 13 комплектов наград.

## Участники
- Армения
- Австрия
- Беларусь
- Болгария
- Великобритания
- Венгрия
- Германия
- Грузия
- Греция
- Дания
- Ирландия
- Испания
- Италия
- Литва
- Нидерланды
- Норвегия
- Польша
- Румыния
- Россия
- Турция
- Украина
- Финляндия
- Франция
- Хорватия
- Швеция
- Швейцария

## Распределение наград
Организатор 
| Место | Страна         | Золото | Серебро | Бронза | Всего |
| ----- | -------------- | ------ | ------- | ------ | ----- |
| 1     | Россия         | 6      | 2       | 4      | 12    |
| 2     | Украина        | 3      | 3       | 1      | 7     |
| 3     | Германия       | 2      | 4       | 2      | 8     |
| 4     | Нидерланды     | 1      | 1       | 0      | 2     |
| 5     | Италия         | 1      | 0       | 1      | 2     |
| 6     | Великобритания | 0      | 2       | 4      | 6     |
| 7     | Франция        | 0      | 1       | 0      | 1     |
| 8     | Швейцария      | 0      | 0       | 1      | 1     |
| Всего | Всего          | 13     | 13      | 13     | 39    |

## Призёры

### Мужчины
| Дисциплины           | Золото                                       | Золото | Серебро                                   | Серебро | Бронза                                           | Бронза |
| -------------------- | -------------------------------------------- | ------ | ----------------------------------------- | ------- | ------------------------------------------------ | ------ |
| Трамплин 1 м         | Патрик Хаусдинг Германия                     | 388,85 | Олег Колодий Украина                      | 381,50  | Лоренцо Марсалья Италия                          | 380,15 |
| Трамплин 3 м         | Евгений Кузнецов Россия                      | 499,75 | Патрик Хаусдинг Германия                  | 456,85  | Джеймс Хитли Великобритания                      | 439,90 |
| Вышка 10 м           | Алексей Середа Украина                       | 488.85 | Бенжамен Оффре Франция                    | 474.90  | Руслан Терновой Россия                           | 445.25 |
| Трамплин 3 м синхрон | Россия · Евгений Кузнецов · Никита Шлейхер   | 435.69 | Германия · Патрик Хаусдинг · Ларс Рюдигер | 398.64  | Великобритания · Энтони Хардинг · Джордан Хулден | 387.60 |
| Вышка 10 м синхрон   | Россия · Александр Белёвцев · Никита Шлейхер | 417.30 | Украина · Олег Сербин · Алексей Середа    | 413.16  | Великобритания · Мэттью Диксон · Ноа Уильямс     | 412.56 |

### Женщины
| Дисциплины           | Золото                                    | Золото | Серебро                                    | Серебро | Бронза                                       | Бронза |
| -------------------- | ----------------------------------------- | ------ | ------------------------------------------ | ------- | -------------------------------------------- | ------ |
| Трамплин 1 м         | Виталия Королёва Россия                   | 266.70 | Алёна Фёдорова Украина                     | 263.45  | Кристина Ильиных Россия                      | 263.05 |
| Трамплин 3 м         | Инге Янсен Нидерланды                     | 293,85 | Кристина Ильиных Россия                    | 292,60  | Тина Пунцель Германия                        | 290,15 |
| Вышка 10 м           | София Лыскун Украина                      | 330.00 | Селин ван Дёйн Нидерланды                  | 304.50  | Юлия Тимошинина Россия                       | 304.45 |
| Трамплин 3 м синхрон | Россия · Виталия Королёва · Ульяна Клюева | 290.70 | Германия · Лена Хентшель · Тина Пунцель    | 288.87  | Украина · Виктория Кесарь · Анна Письменская | 287.37 |
| Вышка 10 м синхрон   | Италия · Ноэми Батки · Кьяра Пеллакани    | 290.34 | Великобритания · Фиби Бэнкс · Эмили Мартин | 284.40  | Россия · Екатерина Беляева · Юлия Тимошинина | 277.50 |

### Смешанные дисциплины
| Дисциплины             | Золото                                                                      | Золото | Серебро                                                                         | Серебро | Бронза                                                                    | Бронза |
| ---------------------- | --------------------------------------------------------------------------- | ------ | ------------------------------------------------------------------------------- | ------- | ------------------------------------------------------------------------- | ------ |
| Трамплин 3 м синхрон   | Украина · Станислав Олиферчик · Виктория Кесарь                             | 297.69 | Германия · Тина Пунцель · Лу Массенберг                                         | 294.09  | Швейцария · Йонатан Зукков · Мишель Хаймберг                              | 282.00 |
| Вышка 10 м синхрон     | Россия · Екатерина Беляева · Виктор Минибаев                                | 320,70 | Великобритания · Эден Чэн · Ноа Уильямс                                         | 303,60  | Германия · Флориан Фандлер · Кристина Вассен                              | 287,76 |
| Командные соревнования | Германия · Патрик Хаусдинг · Кристина Вассен · Тина Пунцель · Лу Массенберг | 405.50 | Россия · Екатерина Беляева · Виталия Королёва · Виктор Минибаев · Илья Молчанов | 401.05  | Великобритания · Эден Чэн · Энтони Хардинг · Ноа Уильямс · Кэтрин Торренс | 392.00 |